# Åsa Mogensen
Åsa Elisabeth Mogensen (* 21. Juni 1972; geborene Åsa Elisabeth Eriksson) ist eine ehemalige schwedische Handballspielerin.

## Karriere
Mogensen spielte anfangs für Skånela IF, mit dem sie 1992 die Meisterschaft gewann. Nachdem die Rückraumspielerin in der Saison 1992/93 für den norwegischen Verein Larvik HK auf Torejagd gegangen war, kehrte sie anschließend nach Schweden zum Erstligisten Sävsjö HK zurück, mit dem sie 1994, 1995 und 1996 Meister wurde.
Mogensen lief von 1996 bis 2001 für den dänischen Erstligisten Ikast-Bording EH auf. Mit Ikast gewann sie 1998 und 2001 die Meisterschaft sowie 1998 den Euro-City-Cup. In der Saison 2001/02 spielte sie beim spanischen Erstligisten BM Remudas. Daraufhin unterschrieb sie einen Vertrag beim dänischen Erstligisten Horsens HK. Nach der Saison 2004/05 beendete sie dort ihre Karriere. Im Herbst 2005 gab sie ein kurzes Comeback bei Ikast-Bording EH, da Ikast verletzungsbedingt auf seine Spielmacherin Gro Hammerseng-Edin verzichten mussten. 2006 bestritt sie nochmals neun Spiele beim abstiegsbedrohten norwegischen Erstligisten Levanger HK.
Mogensen ist mit 251 absolvierten Länderspielen die Rekordnationalspielerin der schwedischen Nationalmannschaft. Mit 1087 Länderspieltoren erzielte sie die zweitmeisten Tore für die schwedische Auswahl. Bei der Weltmeisterschaft 2001 belegte sie mit 50 Treffern den fünften Platz in der Torschützenliste.
Nach ihrer aktiven Karriere blieb sie dem Handball als Trainerin erhalten. Sie ist Inhaberin der internationalen Trainerlizenz EHF Master Coach. Von 2005 bis 2007 trainierte sie eine Jugendmannschaft bei Horsens HK. Als Co-Trainerin war sie 2007 beim Zweitligisten Hadsten sowie von 2007 bis 2009 beim Erstligisten Ikast-Bording EH tätig. Ab 2005 engagierte sie sich über viele Jahre beim schwedischen Handballverband als Trainerin der Jugendnationalmannschaft.

### Erfolge
- schwedischer Meister 1992, 1994, 1995, 1996
- dänischer Meister 1998, 2001
- Euro-City-Cup 1998

## Privates
Die Schwedin ist mit dem Handballtrainer Claus Mogensen verheiratet.